# Pegelia Gold
Pegelia Gold (* 11. August 1979 in Jena als Peggy Herzog) ist eine deutsche Sängerin, Textdichterin und Komponistin.

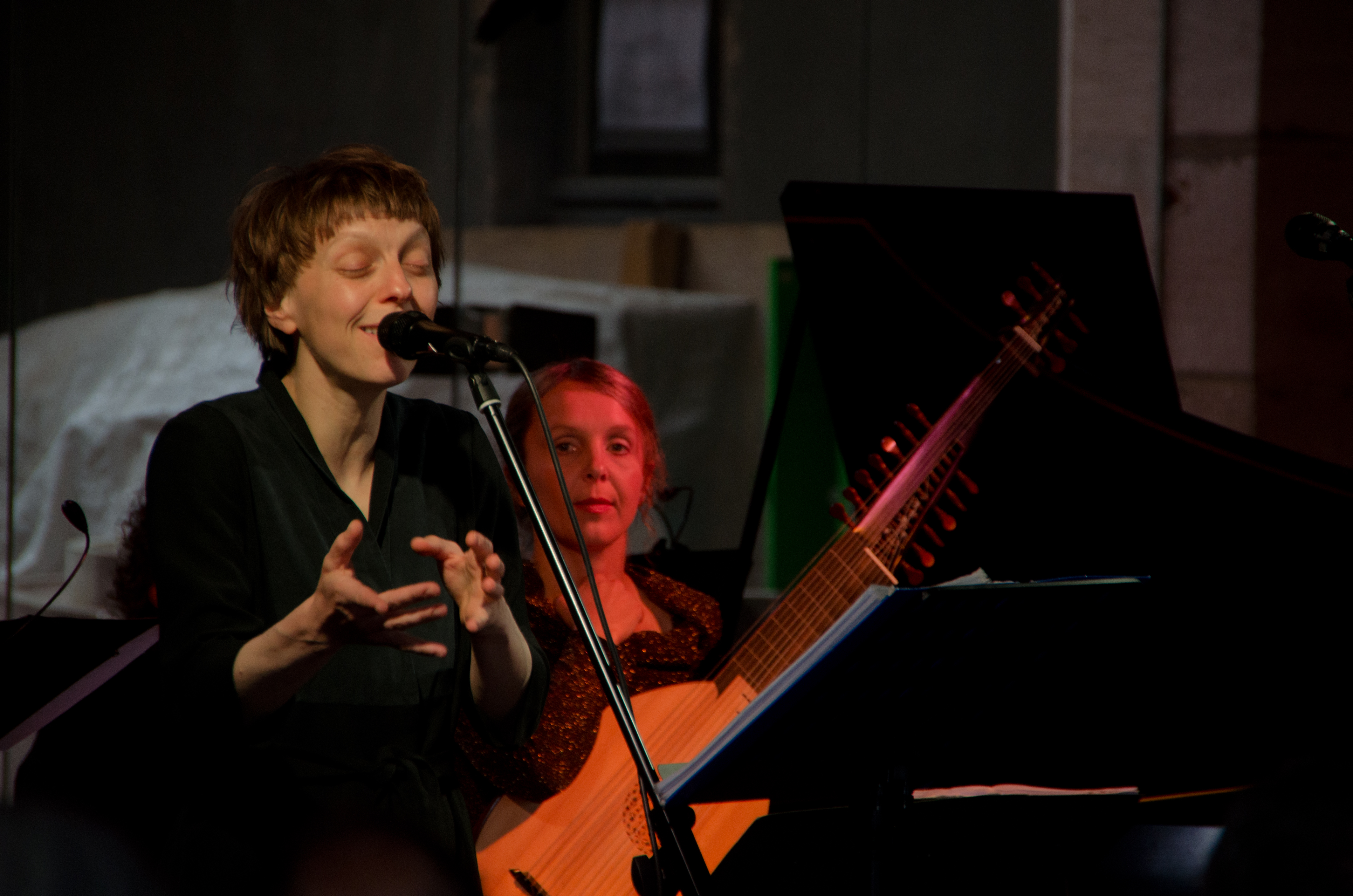
Pegelia Gold mit »Orphues has just left the building« Pellerhaus Nürnberg, 2017

## Leben und Wirken
Im Alter von 13 Jahren begann Pegelia Gold mit Gitarrenunterricht und sang in Punk-, Independent-, Blues- und Reggaebands. Zwischen 1999 und 2003 lebte Gold zeitweilig als Straßenmusikerin und bereiste per Anhalter etliche europäische Länder. In dieser Zeit intensivierte sich die Beschäftigung mit der Bildhauerei in eigener Werkstatt sowie als langjährige Mitarbeiterin in einer Töpferei in Jena. Mit der Band Hagens Kutte um den Gitarristen und Texter Andres Böhmer ging sie erstmals auf Tour und begann ihre musikalische Ausbildung. Von 2004 bis 2009 schloss sich ihr Studium im Fach Jazzgesang an der Hochschule für Musik Würzburg bei Reinette van Zijtveld-Lustig, Tine Schneider und Komposition bei Chris Beier an.
Pegelia Gold arbeitet hauptsächlich als Bandleaderin in ihren eigenen Projekten wie dem Jazzsextett Art Zentral und dem Kammerensemble Polychrome Orchestra, wofür sie zahlreiche Lieder zwischen Avantgarde und Pop schrieb. Unter eigenem Namen veröffentlichte sie drei Alben. 2008 traf sie auf den Komponisten Henrik Ajax, mit dem eine intensive Zusammenarbeit im Bereich Neue Musik entstand. Sie interpretierte Vokalwerke von Henrik Ajax, Oxana Omelchuk, Johannes Groß, Sebastian Dumitrescu, sowie Bearbeitungen von Gustav Mahler, Alban Bergs »Sieben frühe Lieder« und im Crossover-Ensemble »Orpheus has just left the building« um den Pianisten und Komponisten Peter Fulda, mit Neufassungen aus dem Werk Henry Purcells.
Pegelia Gold lebt und arbeitet in Berlin.

## Diskografie (Auswahl)
- 2010: Pegelia Gold & Art Zentral: »Zeichenschleier« (nrwrecords.de)
- 2013: Pegelia Gold & Art Zentral: »Polaris« (Unit Records mit Alexander Wienand, Dirk Rumig, Moritz Cartheuser, Constantin Herzog, Daniel Prätzlich und Gästen)
- 2018: Pegelia Gold & Polychrome Orchestra: »Echospheres« (Unit Records, mit Elisabeth Coudoux, Leonhard Huhn, Marija Kandic, Constantin Herzog, Fabian Hönes, Daniel Prätzlich)
- 2019: Peter Fulda: »I am with you« (Metropolmusic, mit Peter Fulda, Robert Landfermann, Bill Elgart, Alex Bayer, Florian Trübsbach, Daniel Prätzlich, Dirk Mündelein)